# Rosztov-na-donui repülőtér
A Rosztov-na-donui repülőtér  (IATA: RVI, ICAO: URRR) (orosz nyelven: Аэропорт Ростов-на-Дону) egy nemzetközi repülőtér volt, amely Oroszország déli részén, Rosztov-na-Donu városától 8 kilométerre keletre feküdt. Oroszország délnyugati részének egyik legnagyobb repülőtere és az ország 12. legforgalmasabb repülőtere volt. 1925-ben alapították, 1986-ban nemzetközi repülőtérré nyilvánították. A repülőtér 50 célállomást szolgált ki Oroszországban és külföldön, és 2015-ben 30 légitársaságnak adott otthont. 2015-ben a Donavia egyik csomópontja volt. 2015-ben a rosztovi repülőtér 2,06 millió utast kezelt, ebből 565 ezer nemzetközi utas volt.
2017. december 7-én 11:00-ig minden menetrend szerinti és charterjáratot a Platov nemzetközi repülőtérre helyeztek át. 2018. március 1-jéig a tervek szerint hivatalosan bezárták a régi repülőteret.

## Futópályák
A repülőtér futópályái:
- 04/22 (2500 m, 45 m, aszfalt)

## Forgalom
Az utasforgalom az elmúlt években az alábbi módon változott:
| Utasok száma | 558 000 | 1 332 000 | 1 245 000 | 1 137 776 | 1 438 643 | 1 873 644 | 2 190 753 | 2 062 855 | 2 093 260 |      |
|              | 1965    | 1975      | 1980      | 2009      | 2010      | 2012      | 2013      | 2015      | 2016      | 2018 |

## Légitársaságok és úticélok
A repülőtér nem indít és nem fogad járatokat.

## Rakétaállások
2023 végén új S-300-as légvédelmi rakéták telepítése vált láthatóvá a repülőtér egyik gurulóútja mentén. Ezt a rakétaállást azért hozták létre, hogy megvédje a repülőteret az ukrán dróntámadásoktól Oroszország 2022-es ukrajnai inváziója után. A rakétatelep még mindig látható a Google Maps legújabb, 2024-es műholdfelvételén.